# Cornel Ene
Cornel Ene (Satu Mare, 23 luglio 1993) è un calciatore rumeno, difensore svincolato.

## Caratteristiche tecniche
È un difensore centrale.

## Carriera

### Club
È cresciuto nelle giovanili dell'Olimpia Satu Mare.

### Nazionale
Nel 2011 ha giocato 2 partite con la maglia della nazionale rumena Under-19.

## Statistiche

### Presenze e reti nei club
Statistiche aggiornate al 28 ottobre 2018.
| Stagione        | Squadra           | Campionato      | Campionato | Campionato | Coppe nazionali | Coppe nazionali | Coppe nazionali | Coppe continentali | Coppe continentali | Coppe continentali | Altre coppe | Altre coppe | Altre coppe | Totale | Totale | Totale |
| Stagione        | Squadra           | Comp            | Pres       | Reti       | Comp            | Pres            | Reti            | Comp               | Pres               | Reti               | Comp        | Pres        | Reti        | Pres   | Reti   |        |
| --------------- | ----------------- | --------------- | ---------- | ---------- | --------------- | --------------- | --------------- | ------------------ | ------------------ | ------------------ | ----------- | ----------- | ----------- | ------ | ------ | ------ |
| 2012-2013       | UTA Arad          | L2              | 18         | 2          | CR              | 0               | 0               |                    | -                  | -                  |             | -           | -           | 18     | 2      |        |
| 2013-2014       | Olimpia Satu Mare | L2              | 26         | 1          | CR              | 0               | 0               |                    | -                  | -                  |             | -           | -           | 26     | 1      |        |
| 2014-2015       | CFR Cluj          | L1              | 6          | 0          | CR+CdL          | 2+1             | 0               | UEL                | -                  | -                  |             | -           | -           | 9      | 0      |        |
| 2015-2016       | CFR Cluj          | L1              | 1          | 0          | CR+CdL          | 1+0             | 0               |                    | -                  | -                  |             | -           | -           | 2      | 0      |        |
| 2016-gen. 2017  | CFR Cluj          | L1              | 4          | 0          | CR+CdL          | 1+0             | 0               |                    | -                  | -                  | SR          | 0           | 0           | 15     | 0      |        |
| Totale CFR Cluj | Totale CFR Cluj   | Totale CFR Cluj | 11         | 0          |                 | 5               | 0               |                    | 0                  | 0                  |             | 0           | 0           | 16     | 0      |        |
| gen.-giu. 2017  | Pandurii          | L1              | 16         | 0          | CR+CdL          | 0               | 0               |                    | -                  | -                  |             | -           | -           | 16     | 0      |        |
| ago.-set. 2017  | Târgu Mureș       | L2              | 5          | 1          | CR              | 0               | 0               |                    | -                  | -                  |             | -           | -           | 5      | 1      |        |
| gen.-giu. 2018  | Juventus Bucarest | L1              | 6          | 0          | CR              | -               | -               |                    | -                  | -                  |             | -           | -           | 6      | 0      |        |
| 2018-2019       | Kisvárda          | NBI             | 14         | 0          | CU              | 0               | 0               | -                  | -                  | -                  | -           | -           | -           | 14     | 0      |        |
| Totale Carriera | Totale Carriera   | Totale Carriera | 106        | 4          |                 | 5               | 0               |                    | 0                  | 0                  |             | 0           | 0           | 111    | 4      |        |

## Palmarès

### Club

#### Competizioni nazionali
- Coppa di Romania: 1

CFR Cluj: 2015-2016